# Kotline
Pour les articles homonymes, voir Kotline (homonymie).
L'île de Kotline (en russe : Котлин ; en finnois : Retusaari) est une île russe située à l'entrée de la baie de la Néva (située au fond du golfe de Finlande en mer Baltique) à 25 km à l'ouest-nord-ouest de Saint-Pétersbourg. Son extrémité orientale abrite la ville fortifiée de Kronstadt. L'entrée du port de Kronstadt ne se trouve qu'à 4,9 km au nord de la ville de Lomonossov, dans la banlieue ouest de Saint-Pétersbourg.

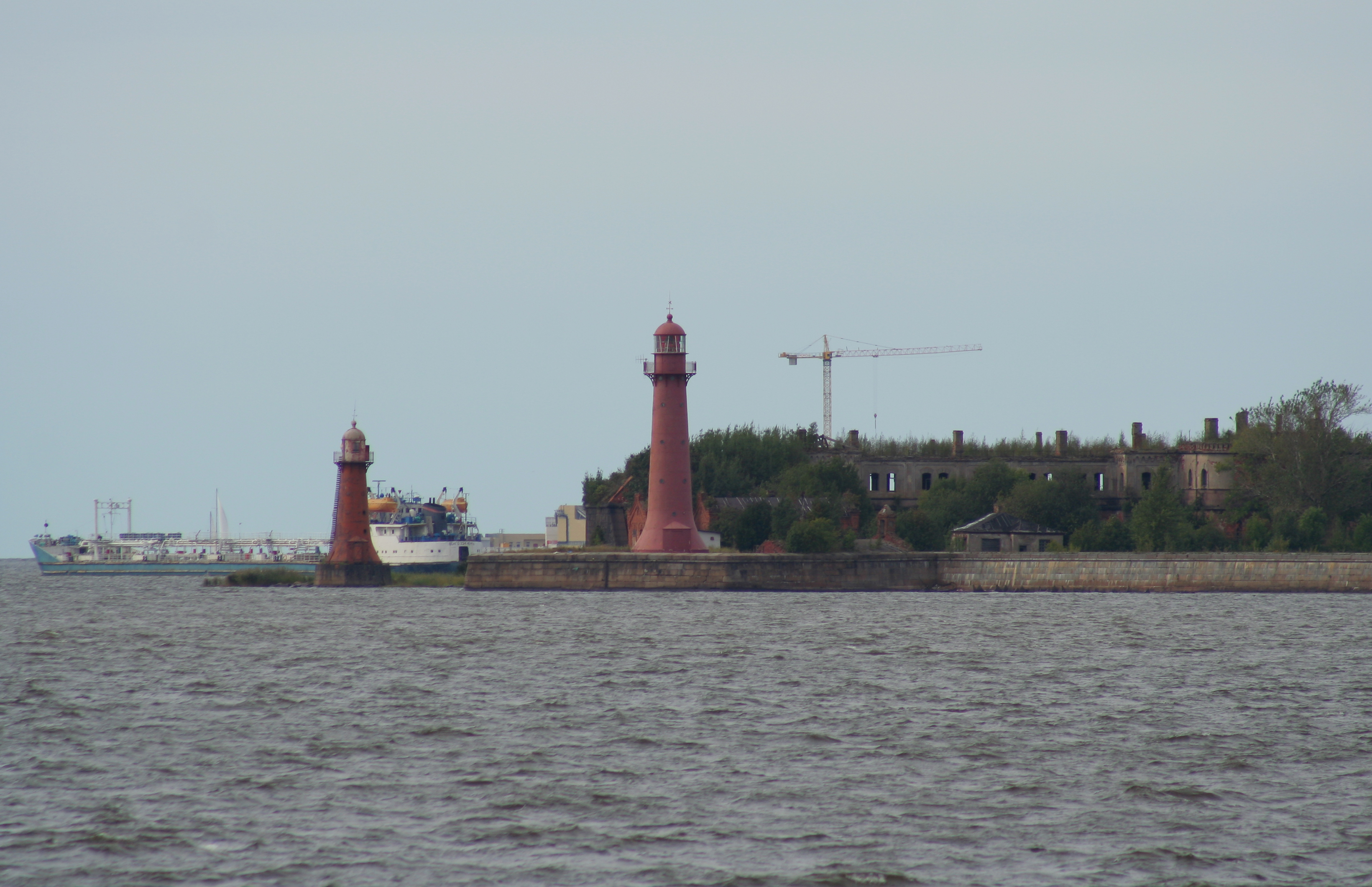
Le port de Kronstadt.

## Description
L'île a la forme d'un triangle très allongé d'environ 15 km de long et 1,5 km de large avec la base tournée vers Saint-Pétersbourg. L'extrémité occidentale, la plus étroite, se prolonge sur 3 km par un banc de sable au bout duquel se situe un rocher sur lequel est construit le phare de Tolbaaken.
L'île divise les approches de Saint-Pétersbourg en 2 chenaux ; celui du nord est encombré par des bancs de sable qui s'étendent de Kotline à Lisi Nos ; le chenal sud constitue la voie d'accès principale au port de Saint-Pétersbourg, mais est rétréci par un cordon littoral qui s'étire depuis la côte opposée sur le continent au niveau de Lomonossov. L'accès au port a été facilité par la construction en 1875 d'un chenal de 5 mètres de profondeur à travers les hauts-fonds. 
Le barrage de Saint-Pétersbourg, qui doit protéger la ville de Saint-Pétersbourg des inondations et comportera une autoroute joignant les rives du golfe de Finlande, s'appuie sur les deux rives de l'île. Démarré en 1980, le projet a été inauguré en 2011 par Vladimir Poutine.
L'île a donné son nom au langage de programmation Kotlin, langage principalement créé par une équipe de programmeurs pétersbourgeoise.